# Kermésite

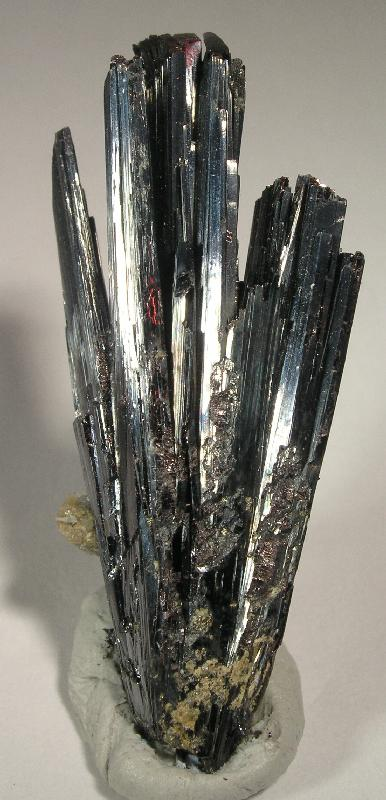
habitus rare de la kermésite : cristaux prismatiques.

La kermésite est une espèce minérale naturelle d'oxysulfure d'antimoine, de formule Sb2S2O. Les cristaux rouge cerise ou rouge métallique, de maille triclinique, d'aspect pseudo-monocliniques, de densité avoisinant 4,6 forment souvent de fines lamelles flexibles. Ses minces aiguilles monocristallines peuvent mesurer jusqu'à 5 cm de long.
Ce minéral assez dense se trouve essentiellement dans les zones d'oxydation des gisements d'antimoine. La kermésite de formation dite secondaire par altération se forme en effet à partir de l'oxydation partielle de la stibine Sb2S3 gris métal, mais aussi de la valentinite ou accessoirement de la sénarmontite de même formule Sb2O3, ainsi que de la stibiconite Sb3O6(OH).

## Historique de la description et appellations

### Inventeur et étymologie
La kermésite a été dénommée par le minéralogiste Edward John Chapman (1821–1904) en 1843, mais la description minéralogique est déjà connue à partir d'échantillons d'une mine célèbre de Freiberg, effectuée par Johann Ernst Hebenstreit depuis 1737, dans les monts métalliques ou massif de l'Erzgebirge, dans le royaume de Saxe. Si le nom kermesite apparaît vers 1832, le minéral est connu depuis l'Antiquité où il était utilisé comme pigments rouges et les chimistes européens dénommaient au XVIIe siècle et XVIIIe siècle les composés rouges d'antimoine du nom de (al)kermès minéral.
La racine du nom minéralogique vient du persan : qurmizq (قرمز), passé en arabe sous la forme al q'rmiz ou "al-qirmiz" signifiant "kermès, graine d'écarlate" (insecte hémiptère dont on extrait un colorant rouge), il s'agit du terme kermès que les teinturiers employaient pour qualifier le rouge, en particulier le "rouge foncé", ce qui fait référence à la couleur du minéral. Kermès était aussi le nom donné à l'oxysulfure d'antimoine brun, de composition très voisine. Kermès est aussi un terme commun pour qualifier les corps chimiques artificiels rouges à base d'antimoine, notamment le mélange de trisulfures et de trioxydes d'antimoine, souvent amorphes.
Le chimiste et minéralogiste Balthazar Georges Sage (1740–1824) décrit à nouveau le minéral kermes mineral natif dans ses mémoires en 1779 comme une mine d'antimoine en plumes.
Pour les anciens mineurs allemands, rothspiessglanz qualifie cette brillance rouge kermès des aiguilles et cristaux aciculaires de kermésite. Le chimiste Klaproth nomme  roth-Spiessglanz ou Rotspießglanz les aiguilles et Roth-Spießglanzerzes ou Rotes Spießglaserz ce minéral/minerai. Les chimistes allemands s'intéressent à la structure sulfoxyde assez singulière, le chimiste et minéralogiste Heinrich Rose détermine en 1825 par analyse la structure chimique.
François Sulpice Beudant décrit le même minéral en 1832 avec le nom elliptique de kermès qu'il préfère à antimoine rouge pour son usage chimique. Il n'ignore pas les synonymes vagues blende d'antimoine ou Rotes Spiesglanzerz. Ces écrits incitent le minéralogiste anglo-saxon Chapman à formuler et à imposer un nouveau nom à la communauté savante des minéralogistes.

### Topotype
Grube Neue Hoffnung Gottes, Bräunsdorf, Revier Freiberg, Erzgebirge, Saxe, Allemagne.

### Synonyme
- antimoine blende[13]
- antimoine en plumes rouges (Mine d'antimoine en plumes rouges) (Romé de L'Isle)[14]
- antimoine oxydé sulfuré (antimoine oxydé sulfuré capillaire)[15]
- antimoine rouge[16] ou rouge d'antimoine
- kermes minéral natif (Kermès natif)[17]
- mine d'antimoine rouge[18]
- oxyde d'antimoine sulfuré rouge (von Born)[19]
- pyrostibite[20]. On pensait à l'origine que la stibite était oxydé par le feu.
- pyrostibnite[21]
- soufre doré natif (Sage)[22]
- soufre doré strié (Romé de L'Isle)[23]
- blende pourpre ou pourpre de blende

## Caractéristiques physico-chimiques
Les lames minces le plus souvent transparentes sont flexibles. Le matériau à cohésion malléable est sectile.
Chauffé en tube fermé, la kermésite noircit, fond et donne un sublimé blanc d'acide antimonique. Si on chauffe à plus grande température, la sublimation est complète.

### Critères de détermination
La couleur, le comportement au feu ou à la chaleur, la présence de minéraux associés type de l'antimoine permet au minéralogiste averti de lever toute ambiguïté.
Les encroûtements et les revêtements peuvent être confondus avec la metastibnite.

### Cristallochimie
L'oxygène est logé dans la structure entre deux atomes de soufre et deux atomes d'antimoine. Il s'agit d'une structure sulfoxyde d'antimoine.
Il s'agit d'un minéral rare, de la catégorie des sulfures et sulfosels.

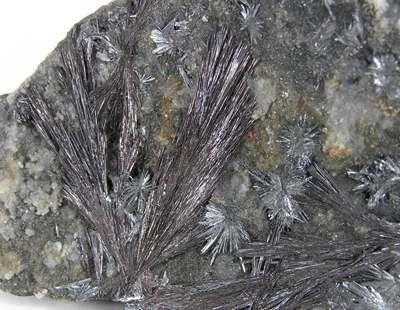
Cristaux aciculaires à reflet métallique, mais à couleur profonde rouge-vin, longs de plus de 4 cm, sur une matrice massive de sulfures d'antimoine, échantillon de Pezinok des monts carpathes de Malé, région slovaque de Bratislava

### Cristallographie
- Paramètres de la maille conventionnelle : {\displaystyle a} = 10,84 Å, {\displaystyle b} = 4,07 Å, {\displaystyle c} = 10,25 Å ; Z = 4 ; V = 443,09 Å3
- Densité calculée = 4,85 g cm−3

Selon la classification de Dana, la kermésite est le seul minéral de son groupe.

## Gîtes et gisements
La kermésite apparaît à l'affleurement des gisements de stibine, en formations de surface plus ou moins abondantes. Ses enduits terreux rouges sont caractéristiques, mais elle est souvent associée à la stibiconite et à la valentinite. En ce sens, toutes les anciennes mines d'antimoine sont susceptibles de livrer des échantillons au moins modestes de kermésite, ainsi en France les districts de Brioude-Massiac entre Haute-Loire et Cantal, Ergué-Gabéric dans le Finistère et Martigné-Ferchaud en Ille-et-Vilaine en Bretagne, la mine de la Pierre brune ou Peyrebrune dans le Tarn...
En France, le site minier corrézien de Chanac a livré des échantillons de kermésite en houppes soyeuses d'un beau rouge cerise. Les échantillons extraits de la montagne des Chalanches ne sont souvent que des petites houppes à éclat vif, accompagnant l'antimoine natif parfois associé à l'allemontite.
Dans le Constantinois algérien, à la Belle Époque, la mine d'antimoine du djebel Hamimat a livré aux collectionneurs des géodes de fines aiguilles de stibine, tapissées de croûtes fibreuses de kermésite, mais aussi parfois avec des sphérolites à structure hachée ou de houppes d'aiguilles de kermésite. L'ensemble est associé à de la sénarmontite, en forts beaux cristaux octaédriques incolores et limpides qui appartiennent à une formation postérieure.

### Gîtologie et minéraux associés
Gîtologie
- Minéral secondaire rare formée par l'oxydation des gisements d'antimoine. Le minéral est souvent associé à un socle de stibine minéral d'aspect métallique dense et de couleur gris. Stibine et kermésite ont une paragenèse commune.

Minéraux associés
- antimoine natif, cervantite, stibine, sénarmontite, stibiconite, valentinite.
- quartz

### Gisements producteurs de spécimens remarquables
- Afrique du Sud

beaux cristaux de collection
- Algérie

belles géodes contenant de fines aiguilles de stibine tapissées de kermésite avec la sénarmontite dans l'ancienne mine de stibine d'Hamimat ou djebel Hamimat, Teleghma, Tebessa
- Allemagne

mines de Bräunsdorf à Freiberg, en Saxe
mine Caspari
- Australie

Broken Hill, Nouvelle-Galles du Sud
Wild Cattle Creek
- Autriche

Mine de Mixnitz
- Bolivie

Mines Santa Cruz et San Francisco, Poopo, contrée de Oruro
- Canada

Mine de Lac Nicolet, Canton sud de Ham, comté de Wolfe, Québec
Nouvelle-Écosse
- Chine

aiguilles de kermésite insérées dans une matrice de paakkonénite, mine d'antimoine de Cai'ao ou Caiwa, contrée de Danfong ou Danfeng, Shaanxi
Mine de Wenshan, Yunnan
- États-Unis

Mohave, comté de Kern, Californie
Burke, Comté Shoshone, Idaho
- France

anciennes mines de Charbes dans le Val de Villé et de Silberwald à Stosswhir dans le Bas-Rhin
ancienne mine de stibine de Chanac, Corrèze
mine des Biards, Haute-Vienne
ancienne mine d'Ag des Chalanches, Allemont, Isère
- Italie

Sienne
- Mexique

zone minière de Sombrerete, Zacatecas
San Luis, Potosi
désert de la Sonora
- Tchéquie

Příbram
Malacky
- Slovaquie

Pezinok ou mine Pernek, Malé, Monts Carpathes, région de Brastislava
- Vietnam

anciennes mines de stibine, environs de Tinh-tuc, ancien cercle de Nguyen-Binh, Tonkin
- Zimbabwe

mines Globe et Phoenix du district minier de Que Que ou Kwe Kwe

## Exploitation des gisements

### Utilisations
Il s'agit d'un minéral de collection.
La kermésite était utilisée comme expectorant dans la médecine médiévale.
On en retrouve des traces dans de nombreux cosmétiques anciens.
Le minéral pur a été utilisé comme colorant à lèvre en Égypte antique, en particulier dès le règne de la sixième dynastie. La reine Hatchepsout, de la dix-huitième dynastie, négocie avec le Pays de Pount l'accès pour ses marchands aux dépôts d'antimoine coloré. L'usage cosmétique ou comme produit de beauté semble avéré pour les femmes égyptiennes, ainsi que l'analyse de la teneur en Sb des os des squelettes montrerait une concentration très supérieure pour le genre féminin.
Le colorant rouge minéral était recherché. Mais l'antimoine et ses composés interviennent aussi dans les nombreuses préparations chimiques de la kemia ou chimie égyptienne qui, en grande partie, sont passées dans l'art pharmaceutique et galénique européen. N'oublions pas aussi les alliages.
La prise de conscience de la toxicité de l'antimoine et de ses dérivés a réduit puis souvent supprimé les usages cosmétiques et médicaux.